# Michael Montgomery
(en) Statistiques sur pro-football-reference
(en) Statistiques sur statscrew
Michael Lewis Montgomery II (né le 18 août 1983 à Carthage) est un joueur américain de football américain et de football canadien évoluant au poste de defensive end.

## Carrière

### Université
Montgomery joue au football américain à la Navarro Junior College et à l'université du Texas A&M où il effectue 123 tacles, sept sacks et une interception et fait partie de la first-team All Big 12 en 2004.

### Professionnel
Les Packers de Green Bay choisissent Montgomery lors du draft de la NFL de 2005 au sixième tour au 180e choix. Il est utilisé pour les fins de matchs durant trois saisons; il joue de plus en plus après la blessure de Cullen Jenkins et la libération de Kabeer Gbaja-Biamila. Il finit la saison 2008 avec huit matchs.
Après être devenu agent libre à la fin de la saison 2008, il re-signe avec les Packers le 23 mars 2009, jouant dix matchs et faisant deux tacles en 2009.
Le 29 mars 2010, il signe avec les Vikings du Minnesota mais il n'est pas pris dans l'effectif de 53 joueurs et est libéré.
Il revient pour la troisième fois avec les Packers le 15 octobre 2010 mais n'est pas gardé et quitte le club le 2 novembre après deux matchs.